# Spodek
La Spodek è un'arena coperta di Katowice, in Polonia.
Adatta a manifestazioni sportive di pallacanestro, pallavolo, tennis, atletica leggera indoor e hockey su ghiaccio, può inoltre ospitare spettacoli ed esibizioni teatrali e musicali.

## Storia
L'idea di costruire un impianto sia sportivo che culturale a Katowice, all'epoca chiamata Stalinogród, si è avuta nel 1955, con un edificio che doveva sorgere nell'area del parco regionale della cultura e del piacere nella Slesia, nella periferia della città; nel 1959, è stato bandito il concorso per la realizzazione di un progetto, vinto poi da un gruppo di architetti di Varsavia.
I lavori iniziano nel 1964, nei pressi del centro cittadino, in un'area precedentemente sede di una miniera: insieme al palazzetto, il progetto prevede la costruzione di una palestra, un albergo, una pista di pattinaggio e due piscine, queste ultime mai realizzate a causa dell'alto costo di costruzione; poco dopo l'inizio dei lavori, c'è stata un'interruzione di diciotto mesi, in quanto cominciarono a circolare voci su possibile difetto di progettazione della cupola, risultato poi infondato: per fugare ogni dubbio, poco prima dell'inauguarazione, tremilacinquecento soldati hanno marciato all'interno della struttura, misurando le vibrazioni, risultando stabile.
La Spodek è stato inaugurato il 9 maggio 1971, ospitando oltre dodicimila persone, i quali assistettero a danze locali ed un concerto di Anna German e Ewa Decówna: i lavori di costruzione da 200 milioni di Złoty, lievitarono ad 800 milioni. Lavori di ristrutturazione sono stati eseguiti nel 2009.
La Spodek, oltre a numerosi concerti, come quello dei Pearl Jam nel 2000 o dei Depeche Mode nel 2006, ha ospitato i campionati europei di atletica leggera indoor 1975, partite in diverse edizioni della World League di pallavolo, del campionato europeo maschile di pallacanestro 2009, del campionato europeo femminile di pallavolo 2009, del campionato europeo femminile di pallacanestro 2011, del campionato mondiale maschile di pallavolo 2014, di cui si è svolta anche la finale, del campionato europeo maschile di pallamano 2016, del Campionato mondiale di hockey su ghiaccio di prima divisione 2016, del campionato europeo maschile di pallavolo 2021 e del campionato mondiale maschile di pallavolo 2022.